# Graphium mendana
Graphium mendana är en fjärilsart som först beskrevs av Frederick DuCane Godman och Osbert Salvin 1888.  Graphium mendana ingår i släktet Graphium och familjen riddarfjärilar. IUCN kategoriserar arten globalt som nära hotad. Inga underarter finns listade i Catalogue of Life.

## Bildgalleri

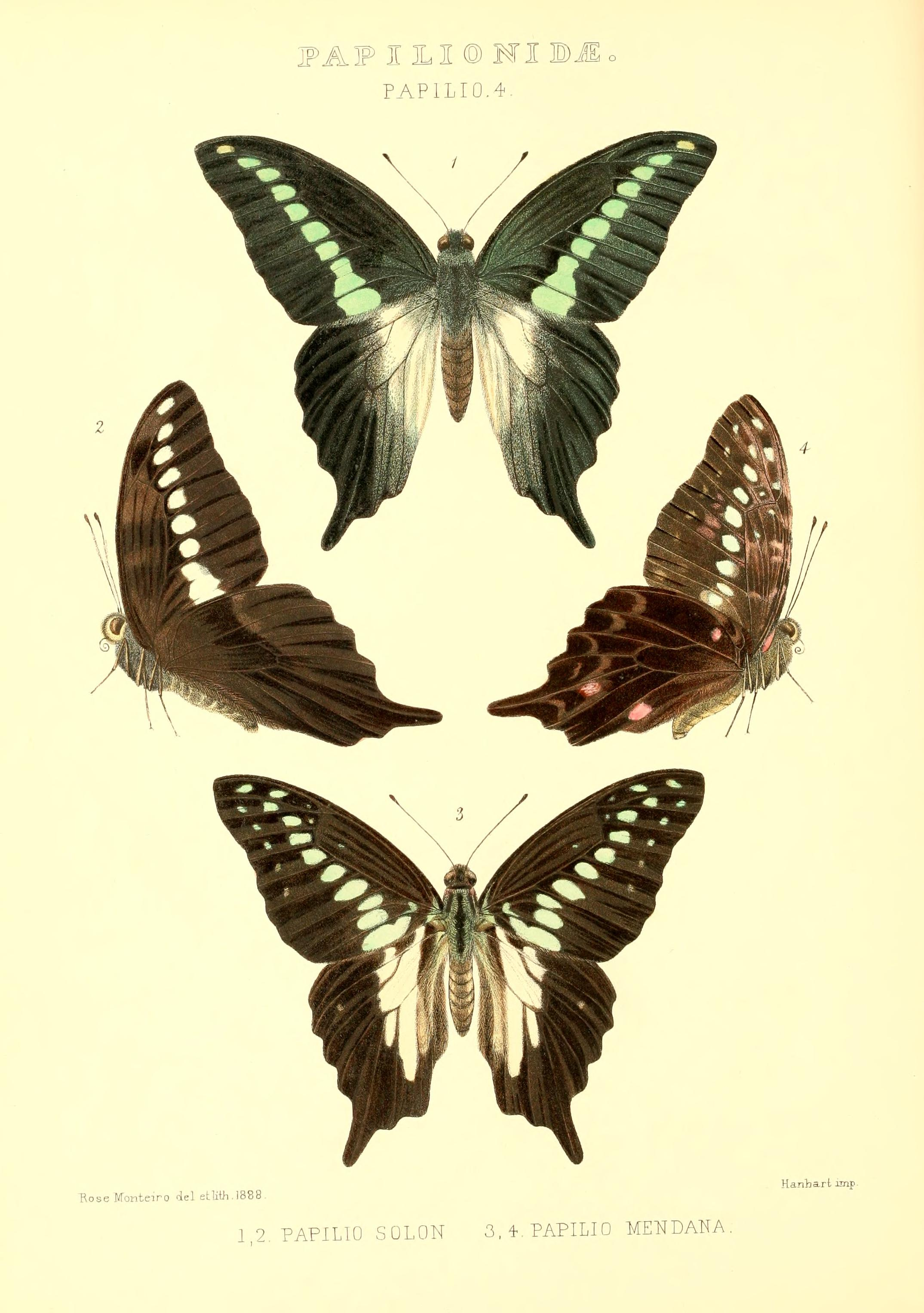
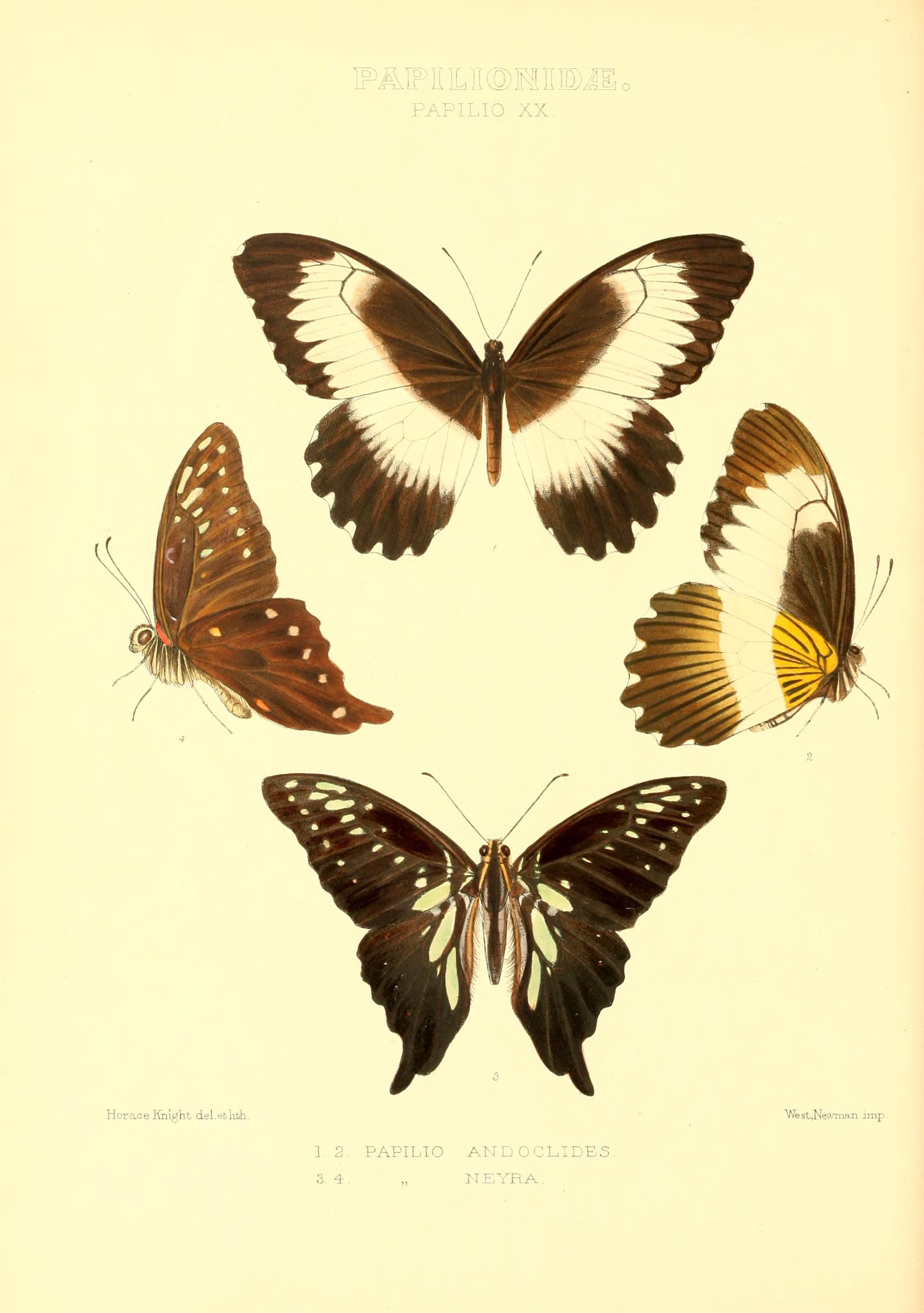